# Ànec beccrestat africà
L'ànec beccrestat africà (Sarkidiornis melanotos) és un ocell aquàtic de la família dels anàtids (Anàtids) que habita llacs, rius i pantans de l'Àfrica Subsahariana, Madagascar i la zona indomalaia continental. Molts autors inclouen també el tàxon sylvicola dins aquesta espècie.